# Mammillaria mammillaris
Mammillaria mammillaris är en kaktusväxtart som först beskrevs av Carl von Linné, och fick sitt nu gällande namn av Gustav Karl Wilhelm Hermann Karsten. Mammillaria mammillaris ingår i släktet Mammillaria och familjen kaktusväxter. Inga underarter finns listade i Catalogue of Life.

## Bildgalleri

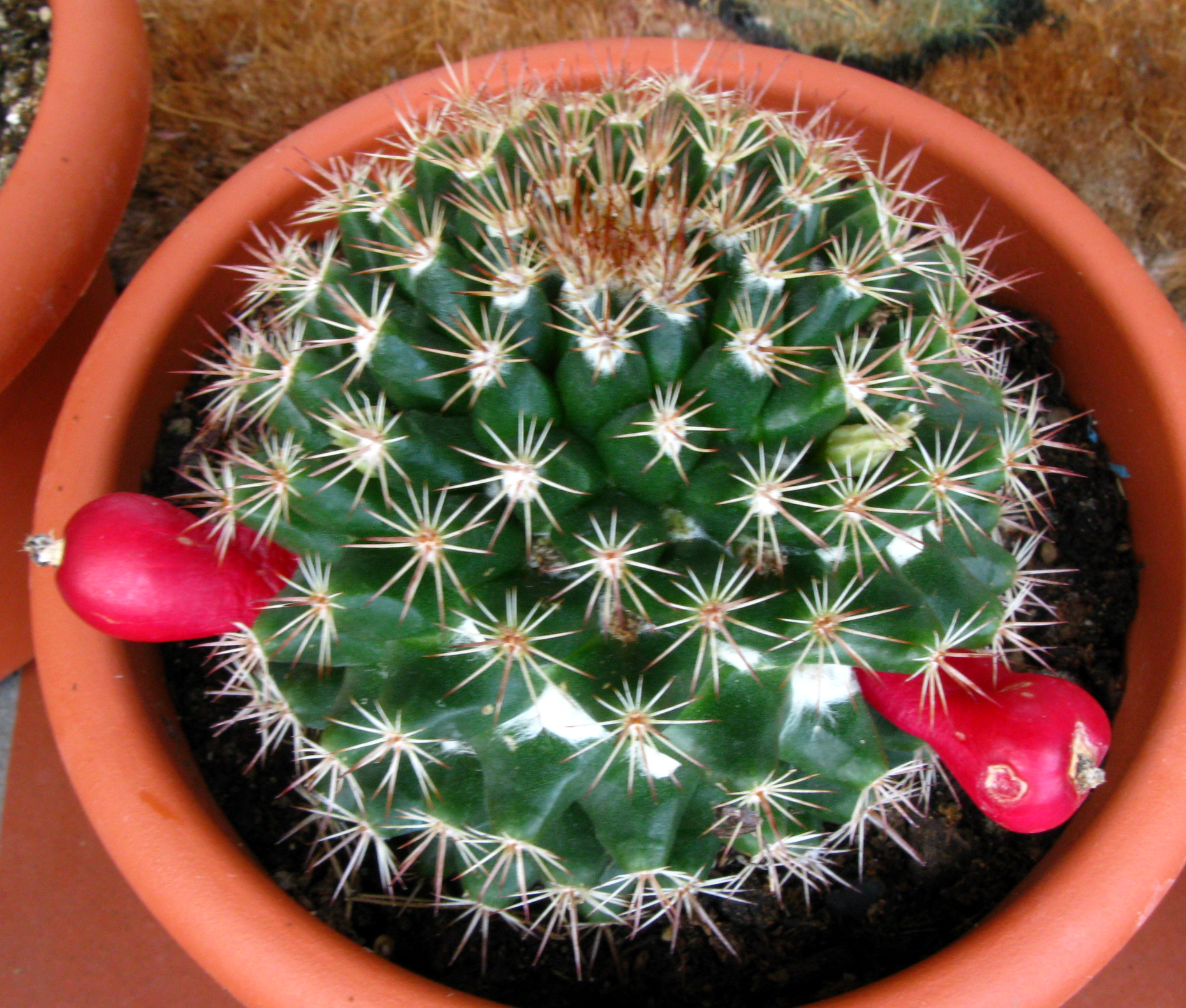
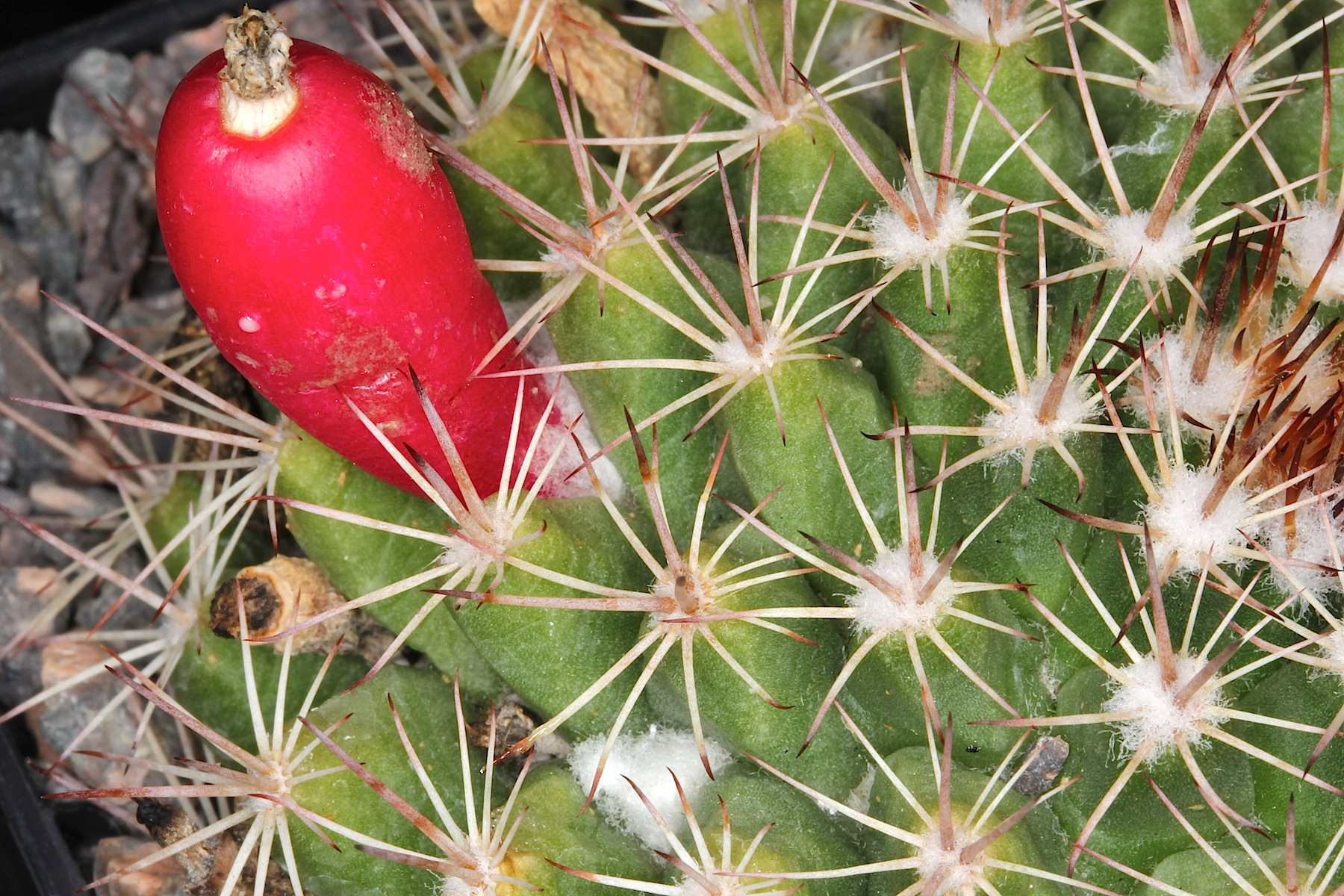